# Eugoa fascirrorata
Eugoa fascirrorata är en fjärilsart som beskrevs av Rothschild 1913. Eugoa fascirrorata ingår i släktet Eugoa och familjen björnspinnare. Inga underarter finns listade i Catalogue of Life.